# Aktin
Aktin je jedan od najzastupljenijih strukturnih proteina u eukariotskim stanicama koji sudjeluje u više protein-protein interakcija nego bilo koji drugi protein. Navedena svojstva čine ovaj protein ključnim čimbenikom u većini staničnih funkcija, u rasponu od pokretljivosti stanica i održavanja oblika i polariteta stanice do regulacije transkripcije.

## Građa
Kuglasta je oblika. S istovjetnim se molekulama povezuje u lance nitastog aktina.

## Struktura
Aktin može postojati u dva oblika: monomerni aktin (globularni [G] aktin) koji može polimerizirati u filamentni aktin ([F] aktin). Monomerna jedinica aktina izgrađena je od 375 aminokiselina te sadrži 4 subdomene između kojih se nalazi rascjep na koji se veže ATP. Pošto su svi aktinski monomeri orijentirani u istom smjeru, aktinski filamenti imaju različit polaritet koji osigurava pravilno smatanje i uspostavljanje jedinstvenog smjera kretanja miozina u odnosu na aktin.

## Funkcija
U mišićnom tkivu tanki filamenti aktina u interakciji s filamentima miozina odgovorni su za mišićne kontrakcije koje su moguće zahvaljujući ATP-aznoj aktivnosti miozinskih molekula.
Aktinski filamenti, uz intermedijarne filamente i mikrotubule, jedni su od citoskeletnih polimera. Kod ameboidnih i životinjskih stanica pružaju mehaničku strukturu i pokretljivost, a kod stanica gljiva i biljaka održavaju oblike staničnih odjeljaka.
Gotovo sve eukariotske stanice koriste miozinske molekularne motore za transport organela putem aktinskih filamenata tijekom reorganizacije stanice ili diobe. Na sličan način, nakupine aktinskih filamenata mijenjaju oblik stanice i uzrokuju protruzije koje djeluju kao početan korak u pokretljivosti stanica, tijekom koje miozinski motori stupaju u interakciju s aktinom.
Aktin također sudjeluje u procesima citokineze, endocitoze te kao repovi za pokretanje nekih vrsta bakterija.

## Proteini koji stupaju u interakciju s aktinom
Identificirano je oko 160 različitih proteina koji stupaju u interakciju s aktinom. Većina sudjeluje u organizaciji staničnog aktina ili održavanju supramolekularnog F-aktina i njegove povezanosti s drugim staničnim komponentama. tek je nekoliko proteina na čiju enzimatsku aktivnost utječe aktin, primjer je DNaza 1.

## Patologija
Mutacije aktina su asocirane s heterogenim bolestima pod nazivom kongenitalne miopatije. Karakterizira ih slabost ili ukočenost skeletnih mišića što otežava aktivnosti kao što su disanje i gutanje. Mutacije koje uzrokuju ovaj tip bolesti se događaju na genima ACTA1 i nebulin. Prilikom razvoja miopatija, u području sarkomere skeletnog mišićna dolazi do stvaranja homogenih nakupina aktina koji uzrokuju postupnu degeneraciju mišića.
Trenutno ne postoji lijek za kongenitalne miopatije te su fizioterapija, umjetno disanje i hranjenje putem nazogastrične intubacije jedina dostupna medicinska pomoć.

## Povijest
Mađarski fiziolog Albert Szent-Györgyi 1938. je godine kad je istraživao biofiziku mišića otkrio da mišići sadrže aktin koji u kombinaciji s proteinom miozinom i izvorom energije (ATPom) kontrahira mišićna vlakna.